# Jozef Fuyen
Jozef (Jef) Fuyen (Antwerpen, 24 juni 1927 – Wijnegem, 9 maart 2023) was een Belgisch architect, voornamelijk actief in het Antwerpse.
Fuyen maakt naam in 1957 wanneer hij met Renaat Braem, Frans Peeters en Louis Clymans mee het voorstel mag uittekenen voor woongelegenheid voor 8.000 personen in het project Lillo Satellite City, ook Stad Lillo. Het project wordt niet weerhouden.
Fuyen werd daarna mee bepalend bij de heropbouw van Antwerpen na de Tweede Wereldoorlog in de jaren zestig en zeventig. Hij probeerde de stad met moderne hoogbouw terug aantrekkelijk en groots te maken, en zo de stadsvlucht te keren. Zo ontwierp hij onder meer de appartementsgebouwen en eengezinswoningen in de projecten Darsen XIII en Darsen XIV op Luchtbal in opdracht van de sociale woonmaatschappij Onze Woning, en in 1964 een Amelinckxtoren aan Kruishofstraat te Wilrijk en de Tijsmanstoren (of "Theaterbuilding") aan het kruispunt van Italiëlei en Franklin Rooseveltplaats in het stadscentrum. In 1968 kreeg hij samen met Guy Peeters de opdracht aan de hoek van De Keyserlei en Frankrijklei een kantoorgebouw te ontwerpen, het werd de wolkenkrabber Antwerp Tower, in Internationale Stijl. Met zijn 24 verdiepingen en 87 meter hoogte was de Antwerp Tower na de Onze-Lieve-Vrouwekathedraal en de Boerentoren het derde hoogste torengebouw van de stad. Maar bij de renovatie die liep van 2017 tot 2021 werden twee verdiepingen toegevoegd, waardoor het sinds 2019 het tweede hoogste gebouw in de stad geworden is, met een hoogte van 100,7 meter. De architectuur van Fuyen was "opvallend en vernieuwend voor die tijd", volgens Tanguy Ottomer van Beroepsbelg.
In 1987 hertekende Fuyen samen met zijn Gentse collega Willy Verstraete voor de Vlaamse overheid in het hartje van Brussel het vroeg 20e-eeuws Hôtel des Postes et de la Marine, in 1895 ontworpen door Joseph Benoit. De vroegere binnentuin werd omgebouwd tot de Koepelzaal voor de plenaire vergaderingen van het Vlaams Parlement, omgeven door kleinere vergaderzalen, kantoorruimtes en ontvangstruimtes. Het project werd afgerond met een plechtige viering bij de ingebruikname op 17 maart 1996.

## Ontwerpen (selectie)
- Appartementsgebouwen en eengezinswoningen Darsen XIII en Darsen XIV op Luchtbal in opdracht van de sociale woonmaatschappij Onze Woning[2]
- 1964: Amelinckxtoren aan Kruishofstraat te Wilrijk (vlak achter Maison Guiette)
- 1964-1971: Tijsmanstoren (of "Theaterbuilding") aan kruispunt Italiëlei en Franklin Rooseveltplaats, 21 verdiepingen, 76m hoog, met architect Paul Tombeur
- 1968-1974: Antwerp Tower, met architect Guy Peeters
- 1976: Het Gielsbos, tehuis voor mindervaliden, Gierle
- Winkelcentrum De Bijenkorf op de Oudaan met architecten Eddy Posson en Isidoor Van de Wiele
- 1976-1977: Sociale blokken in de Lepel- en de Kloosterstraat in de Antwerpse wijk Sint-Andries, met architect Louis Clymans[3]
- 1987-1996: Renovatie Vlaams Parlementsgebouw, met architect Willy Verstraete

## Fotogalerij

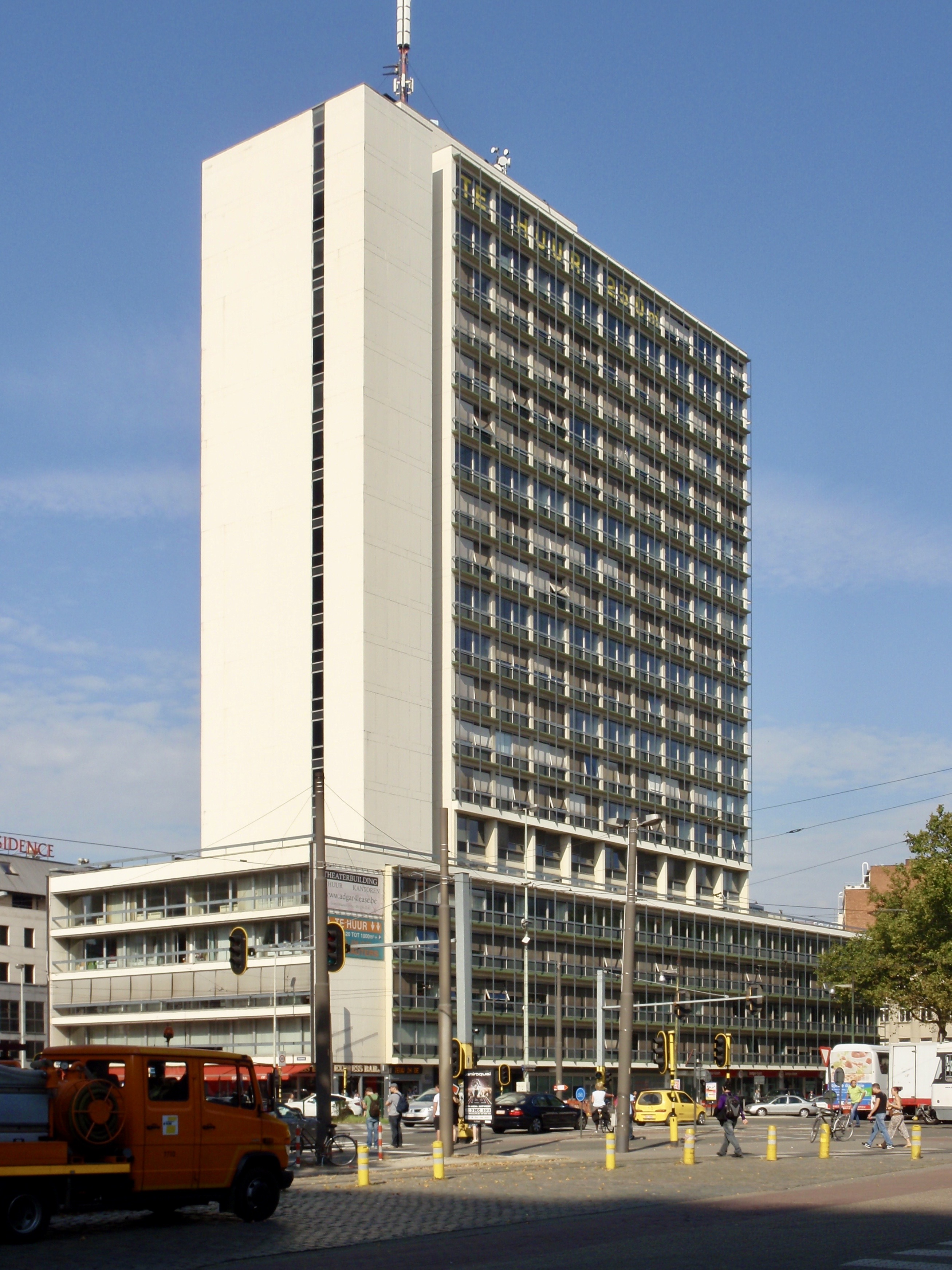
Theaterbuilding aan de Italiëlei, Antwerpen
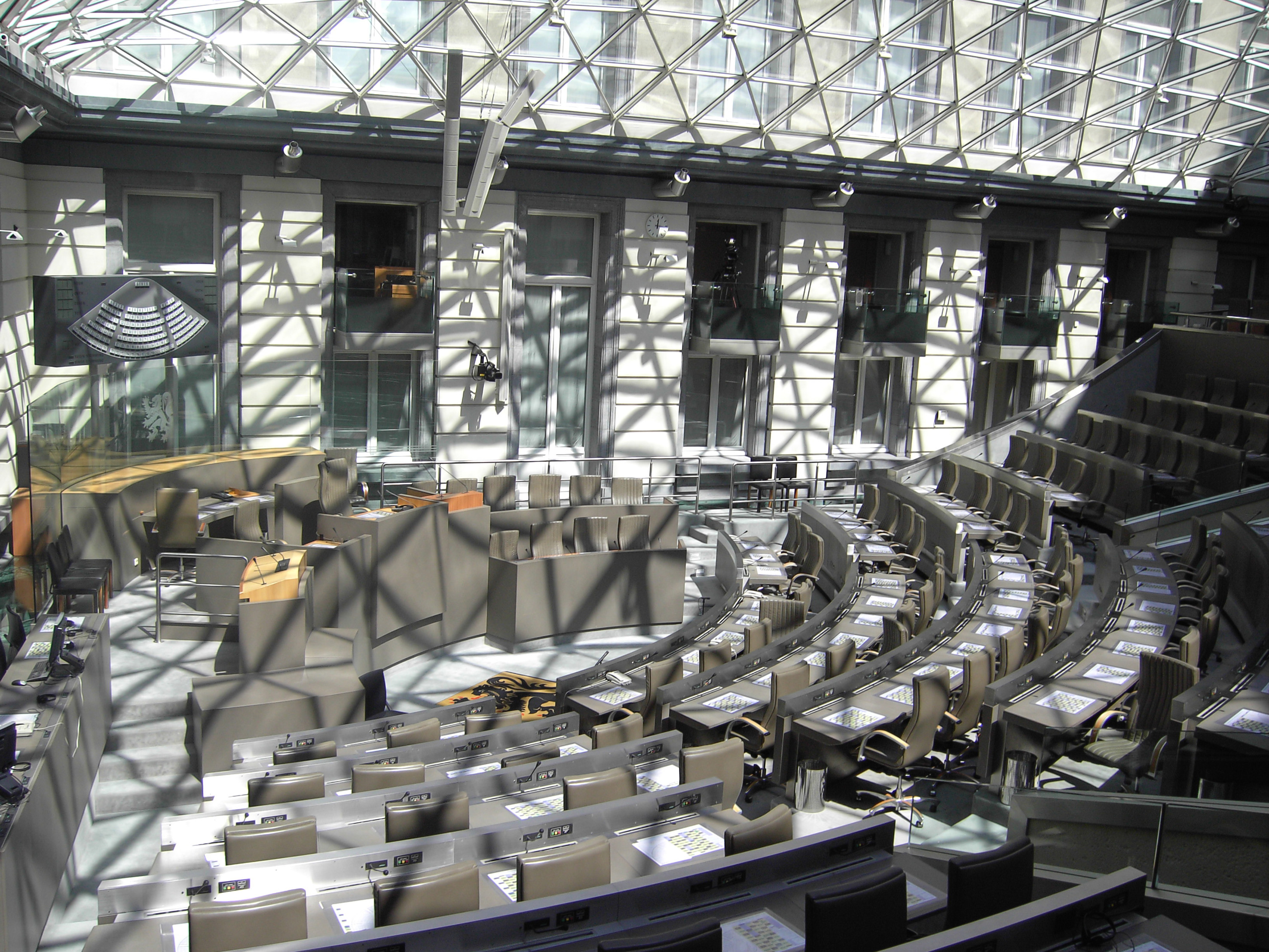
Koepelzaal in het Vlaams Parlementsgebouw
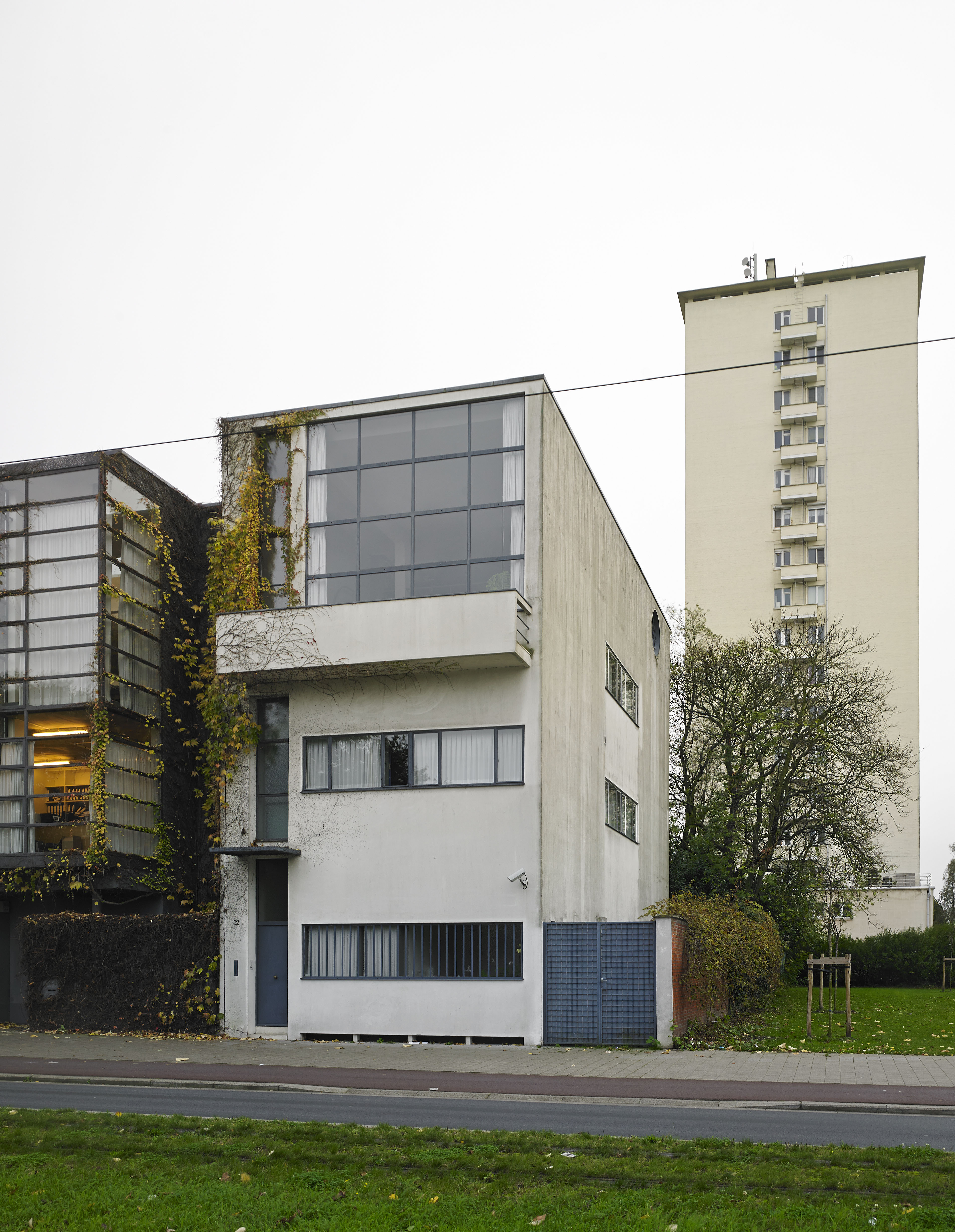
Amelinckxtoren van Fuyen vlak achter het beschermde werelderfgoed Maison Guiette van Le Corbusier
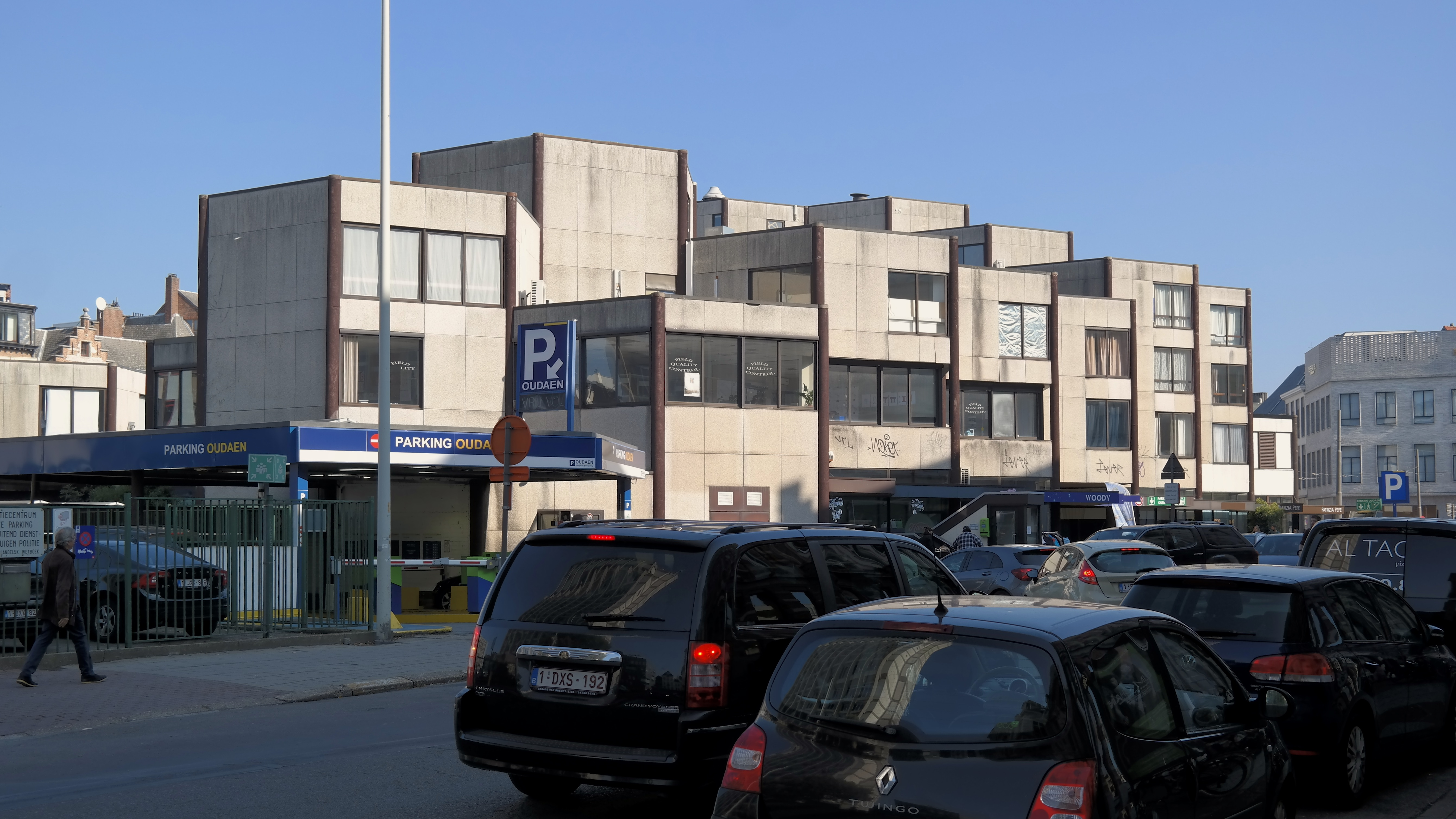
Winkelcentrum Bijenkorf aan de Oudaan, Antwerpen